# Erythrodiplax justiniana
Erythrodiplax justiniana – gatunek ważki z rodziny ważkowatych (Libellulidae). Występuje na terenie Karaibów.